# SPPAM
Ne doit pas être confondu avec Spam.
Le Syndicat des Producteurs de Programmes Audiovisuels et Musicaux (SPPAM) est un syndicat professionnel fondé en juin 2005 par Julien Rigoulot (Cosa) et Georges Hanouna (Ln Prod). Le Sppam fédère les producteurs de vidéomusiques, d’EPK, de documentaires musicaux, etc. Le syndicat défend les intérêts de ses membres, dialogue avec les autres partenaires de la filière audiovisuelle musicale et propose de nouveaux modèles pour l’avenir du clip en France.
Le Syndicat des Producteurs de Programmes Audiovisuels Musicaux - SPPAM - regroupe les entreprises de productions audiovisuelles indépendantes de tout producteur ou éditeur phonographique ainsi que de tout opérateur de diffusion audiovisuelle ou de télécommunication.
La mission du SPPAM est de protéger les intérêts moraux et économiques de ses membres qu’il représente auprès de tous les acteurs et partenaires ; institutions et commissions du secteur de l’audiovisuel musical national et international. Partenaires des opérateurs de chaines musicales, de l’industrie phonographique et des nouveaux médias ; les membres du SPPAM apportent leur expérience et leur savoir-faire au service de la qualité des programmes audiovisuels musicaux et contribuent à la diversité artistique et créative dans le respect des œuvres et des auteurs.
En collaboration avec le ministère de tutelle et ses représentants ; le SPPAM encourage une politique de soutien volontaire à l’industrie des programmes audiovisuels musicaux afin de garantir l’indépendance de ses membres dans l’esprit de l’exception culturelle française.
Les membres du SPPAM entendent exercer leur métier dans le respect des législations nationales et européennes en vigueur que ce soit en matière droit social, civil ou pénal et pourra le cas échéant s’associer à des procédures qui mettraient en cause l’un de ses membres. Tout manquement à ces règles de la part de l’un des membres du SPPAM pourra constituer un motif d’exclusion du syndicat.